# Turkije op de Olympische Zomerspelen 2012
Turkije nam deel aan de Olympische Zomerspelen 2012 in Londen, Verenigd Koninkrijk.

## Medailleoverzicht
| Sport     | Olympiër            | Onderdeel                  | Medaille |
| --------- | ------------------- | -------------------------- | -------- |
| Atletiek  | Aslı Çakır Alptekin | 1500m (v)                  | Goud     |
| Taekwondo | Servet Tazegül      | -68 kg (m)                 | Goud     |
| Atletiek  | Gamze Bulut         | 1500m (v)                  | Zilver   |
| Taekwondo | Nur Tatar           | -67 kg (v)                 | Zilver   |
| Worstelen | Riza Kayaalp        | grieks-romeins, -120kg (m) | Brons    |

## Deelnemers en resultaten
(m) = mannen, (v) = vrouwen

### Atletiek

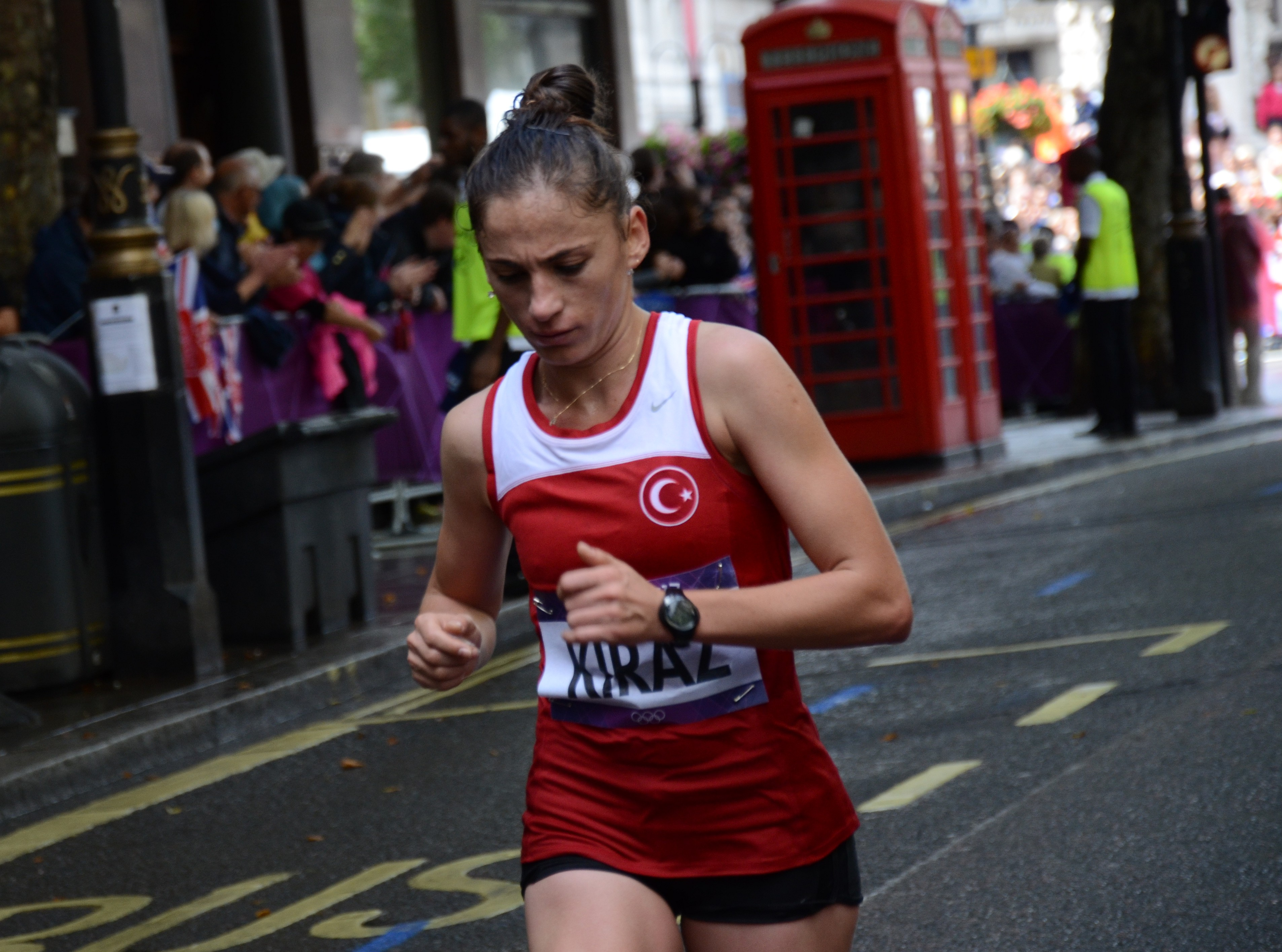
Ümmü Kiraz in de olympische marathon

| Olympiër                                                              | Onderdeel               | Resultaat | Prestatie         |
| --------------------------------------------------------------------- | ----------------------- | --------- | ----------------- |
| İlham Tanui Özbilen                                                   | 1500m (m)               |           |                   |
| Polat Kemboi Arıkan                                                   | 5000m (m)               |           |                   |
| Polat Kemboi Arıkan                                                   | 10.000m (m)             |           |                   |
| Tarık Langat Akdağ                                                    | 3000 m steeplechase (m) | 9e        | 8:27:64           |
| Hüseyin Atıcı                                                         | kogelstoten (m)         |           |                   |
| Ercüment Olgundeniz                                                   | discuswerpen (m)        |           |                   |
| Fatih Avan                                                            | speerwerpen (m)         |           |                   |
| Eşref Apak                                                            | kogelslingeren (m)      |           |                   |
| Bekir Karayel                                                         | marathon (m)            | 76e       | 2:29.38 (+ 21.37) |
|                                                                       |                         |           |                   |
| Nimet Karakuş                                                         | 100m (v)                |           |                   |
| Pınar Saka                                                            | 400m (v)                |           |                   |
| Merve Aydın                                                           | 800m (v)                |           |                   |
| Aslı Çakır Alptekin                                                   | 1500m (v)               | Goud      | 4.10,23           |
| Gamze Bulut                                                           | 1500m (v)               | Zilver    | 4.10,40           |
| Tuğba Karakaya                                                        | 1500m (v)               |           |                   |
| Dudu Karakaya                                                         | 5000m (v)               |           |                   |
| Nevin Yanıt                                                           | 100m horden (v)         |           |                   |
| Nagihan Karadere                                                      | 400m horden (v)         |           |                   |
| Özlem Kaya                                                            | 3000 m steeplechase (v) |           |                   |
| Gülcan Mıngır                                                         | 3000 m steeplechase (v) | DSQ       |                   |
| Binnaz Uslu                                                           | 3000 m steeplechase (v) |           |                   |
| Özge Akın Sema Apak Birsen Engin Meliz Redif Pınar Saka Elif Yıldırım | 4x400m (v)              |           |                   |
| Karin Melis Mey                                                       | verspringen (v)         | dns       | niet gestart      |
| Burcu Ayhan                                                           | hoogspringen (v)        |           |                   |
| Kıvılcım Kaya                                                         | kogelslingeren (v)      |           |                   |
| Tuğçe Şahutoğlu                                                       | kogelslingeren (v)      |           |                   |
| Bahar Doğan                                                           | marathon (v)            |           |                   |
| Sultan Haydar                                                         | marathon (v)            |           |                   |
| Ümmü Kiraz                                                            | marathon (v)            |           |                   |
| Semiha Mutlu                                                          | 20km snelwandelen (v)   |           |                   |

### Badminton
| Olympiër       | Onderdeel     | Resultaat | Prestatie |
| -------------- | ------------- | --------- | --------- |
| Neslihan Yiğit | enkelspel (v) |           |           |

### Basketbal
| Olympiër | Onderdeel | Resultaat | Prestatie |
| --- | --------- | --------- | --- |
| Işıl Alben Bahar Çağlar Tuğçe Canıtez Begüm Dalgalar Kuanitra Hollingsworth Yasemin Horasan Şaziye İvegin Nilay Kartaltepe Tuğba Palazoğlu Esmeral Tunçluer Birsel Vardarlı Nevriye Yılmaz | vrouwen   |           | groepsfase: Turkije 72–50 Angola Turkije - Tsjechië Turkije - Verenigde Staten Turkije - China Turkije - Kroatië |

### Boksen
| Olympiër        | Onderdeel                      | Resultaat | Prestatie                                         |
| --------------- | ------------------------------ | --------- | ------------------------------------------------- |
| Ferhat Pehlivan | lichtvlieggewicht [-49 kg] (m) |           |                                                   |
| Selçuk Eker     | vlieggewicht [-52 kg] (m)      | 1/16F     | 1/16F: verloor van Chatchai Butdee Thailand 10-24 |
| Fatih Keleş     | lichtgewicht [-60 kg] (m)      |           |                                                   |
| Yakup Şener     | halfweltergewicht [-64 kg] (m) |           |                                                   |
| Adem Kılıççı    | middengewicht [-75 kg] (m)     |           |                                                   |
| Bahram Muzaffer | halfzwaargewicht [-81 kg] (m)  |           |                                                   |

### Boogschieten
| Olympiër        | Onderdeel       | Resultaat | Prestatie |
| --------------- | --------------- | --------- | --------- |
| Begül Löklüoğlu | individueel (v) |           |           |

### Gewichtheffen
| Olympiër        | Onderdeel  | Resultaat | Prestatie                                       |
| --------------- | ---------- | --------- | ----------------------------------------------- |
| Hurşit Atak     | -62kg (m)  |           |                                                 |
| Erol Bilgin     | -62kg (m)  |           |                                                 |
| Mete Binay      | -69 kg (m) | DSQ       |                                                 |
| İbrahim Arat    | -94kg (m)  |           |                                                 |
|                 |            |           |                                                 |
| Nurdan Karagöz  | -48kg (v)  | 5e        | totaal: 187 kg (trekken: 83 kg; stoten: 104 kg) |
| Aylin Daşdelen  | -53 kg (v) |           |                                                 |
| Bediha Tunadağı | -58kg (v)  |           |                                                 |
| Sibel Şimşek    | -63kg (v)  |           |                                                 |

* Hasan Akkus en Fatih Baydar werden door het Turks Olympisch Comité teruggetrokken voor deelname aan de Olympische Spelen vanwege een positieve dopingtest.

### Gymnastiek
| Olympiër    | Onderdeel                 | Resultaat | Prestatie |
| ----------- | ------------------------- | --------- | --------- |
| Göksu Üçtaş | meerkamp, individueel (v) |           |           |

### Judo
| Olympiër        | Onderdeel | Resultaat | Prestatie |
| --------------- | --------- | --------- | --------- |
| Sezer Huysuz    | -73kg (m) |           |           |
|                 |           |           |           |
| Gülşah Kocatürk | +78kg (v) |           |           |

### Schietsport
| Olympiër       | Onderdeel            | Resultaat | Prestatie |
| -------------- | -------------------- | --------- | --------- |
| Yusuf Dikeç    | 50m pistool (m)      |           |           |
| Yusuf Dikeç    | 10m luchtpistool (m) |           |           |
| İsmail Keleş   | 50m pistool (m)      |           |           |
| İsmail Keleş   | 10m luchtpistool (m) |           |           |
| Oğuzhan Tüzün  | trap (m)             |           |           |
|                |                      |           |           |
| Nihan Kantarcı | trap (v)             |           |           |
| Çiğdem Özyaman | skeet (v)            |           |           |

### Taekwondo
| Olympiër        | Onderdeel | Resultaat | Prestatie |
| --------------- | --------- | --------- | --------- |
| Servet Tazegül  | -68kg (m) |           |           |
| Bahri Tanrıkulu | +80kg (m) |           |           |
|                 |           |           |           |
| Nur Tatar       | -67g (m)  |           |           |

### Tafeltennis
| Olympiër  | Onderdeel     | Resultaat | Prestatie |
| --------- | ------------- | --------- | --------- |
| Bora Vang | enkelspel (m) |           |           |
|           |               |           |           |
| Melek Hu  | enkelspel (v) |           |           |

### Volleybal
| Olympiër | Onderdeel | Resultaat | Prestatie |
| --- | --------- | --------- | --- |
| Ergül Avcı Naz Aydemir Neslihan Demir Darnel Eda Erdem Esra Gümüş Gizem Güreşen Gülden Kayalar Gözde Kırdar Özge Kırdar Neriman Özsoy Bahar Toksoy Polen Uslupehlivan | vrouwen   |           | groepsfase: Turkije - Brazilië Turkije - China Turkije - Servië Turkije - Zuid-Korea Turkije - Verenigde Staten |

### Wielersport
| Olympiër       | Onderdeel        | Resultaat | Prestatie      |
| -------------- | ---------------- | --------- | -------------- |
| Ahmet Akdilek  | tijdrit (m)      | 37e       | tijd: 59.11,19 |
| Ahmet Akdilek  | wegwedstrijd (m) | dnf       | buiten tijd    |
| Miraç Kal      | wegwedstrijd (m) | dnf       | opgave         |
| Kemal Küçükbay | wegwedstrijd (m) | dnf       | opgave         |

### Worstelen
| Olympiër             | Onderdeel      | Resultaat      | Prestatie      |
| Grieks-Romeins       | Grieks-Romeins | Grieks-Romeins | Grieks-Romeins |
| -------------------- | -------------- | -------------- | -------------- |
| Ayhan Karakuş        | -55 kg (m)     |                |                |
| Rahman Bilici        | -60 kg (m)     |                |                |
| Atakan Yüksel        | -66 kg (m)     |                |                |
| Selçuk Çebi          | -74 kg (m)     |                |                |
| Nazmi Avluca         | -84 kg (m)     |                |                |
| Cenk İldem           | -96 kg (m)     |                |                |
| Rıza Kayaalp         | -120 kg (m)    | Brons          |                |
| Vrije stijl          |                |                |                |
| Ahmet Peker          | -55 kg (m)     |                |                |
| Ramazan Şahin        | -66 kg (m)     |                |                |
| İbrahim Bölükbaşı    | -84 kg (m)     |                |                |
| Serhat Balcı         | -96 kg (m)     |                |                |
| Taha Akgül           | -120 kg (m)    |                |                |
|                      |                |                |                |
| Elif Jale Yeşilırmak | -63 kg (v)     |                |                |

### Zeilen
| Olympiër               | Onderdeel        | Resultaat | Prestatie |
| ---------------------- | ---------------- | --------- | --------- |
| Mustafa Çakır          | laser (m)        |           |           |
| Alican Kaynar          | finn (m)         |           |           |
| Ateş Çınar Deniz Çınar | 470 (m)          |           |           |
|                        |                  |           |           |
| Nazlı Çağla Dönertaş   | laser radial (v) |           |           |

### Zwemmen
| Olympiër             | Onderdeel       | Resultaat | Prestatie |
| -------------------- | --------------- | --------- | --------- |
| Kemal Arda Gürdal    | 100m vrij (m)   |           |           |
| Ediz Yıldırımer      | 1500m vrij (m)  |           |           |
| Derya Büyükuncu      | 100m rug (m)    |           |           |
|                      |                 |           |           |
| Burcu Dolunay        | 50m vrij (v)    |           |           |
| Burcu Dolunay        | 100m vrij (v)   |           |           |
| Dilara Buse Günaydın | 100m school (v) |           |           |
| Dilara Buse Günaydın | 200m school (v) |           |           |
| Hazal Sarıkaya       | 100m rug (v)    |           |           |